# 打小人

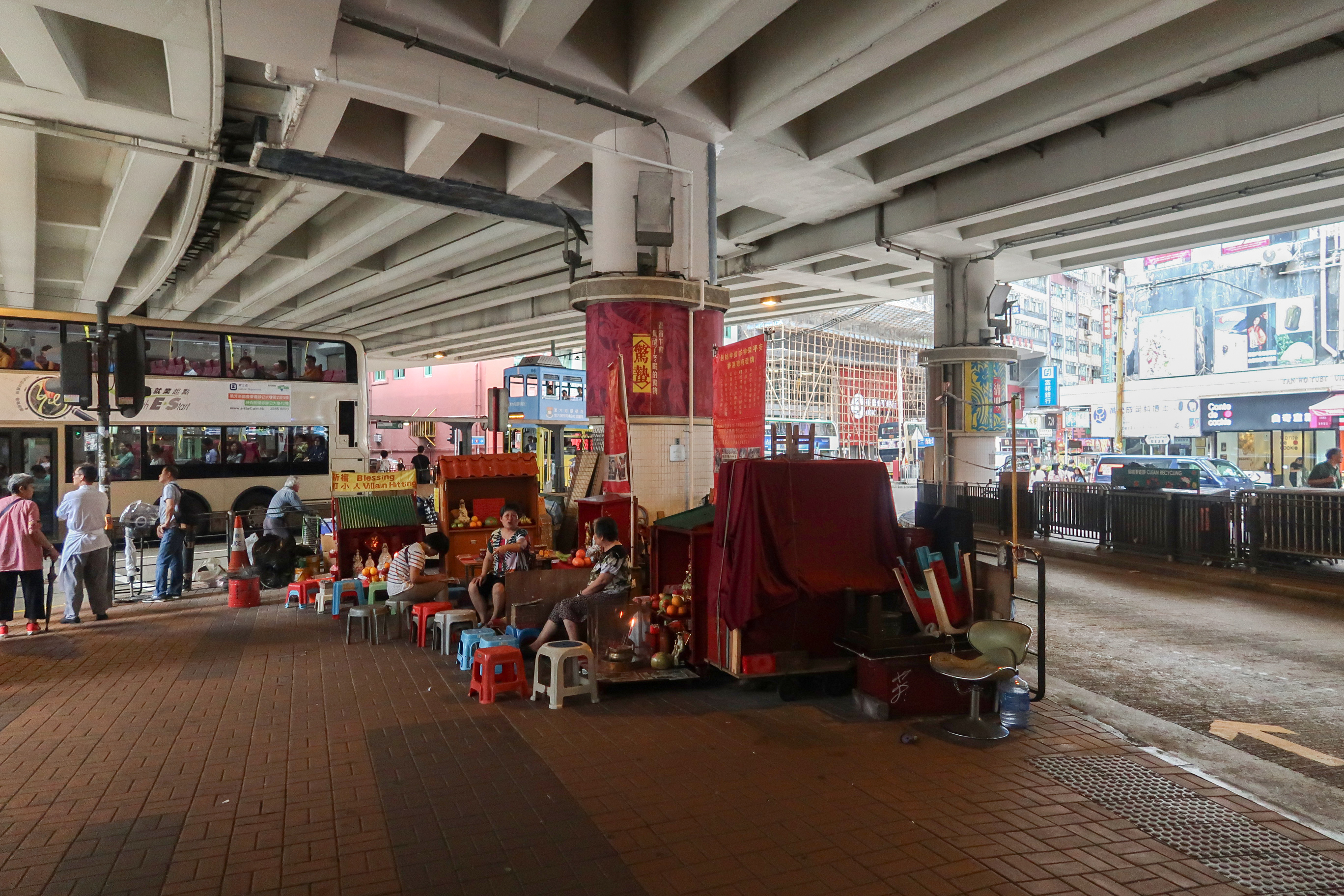
香港鵝頸橋底（堅拿道）的打小人

打小人是一種流行於香港、广东珠江三角洲民間的巫術儀祀，希望藉由此種巫術儀祀來驅逐、報復所謂的「小人」。
2009年，打小人習俗登上美國《時代雜誌》，成為「2009年亞洲最佳事物」。

## 小人
春秋時期，統治階級稱為「君子」，而被統治的人民稱為「小人」。《易經》繫辭下說：「小人不恥不仁，不畏不義，不見利不勸，不威不懲，小懲而大誡，此小人之福也。」

## 時間
時間不限，但以驚蟄為主。

## 地點
打小人一般會在陰暗的地方進行，例如橋底。在香港，銅鑼灣及灣仔之間的鵝頸橋橋底便成為了打小人的熱門聖地。每逢驚蟄，都有不少人前往當地的土地廟進行打小人活動，從前多為老人家，近年亦有年輕人參與。
打小人儀式一般在三叉路口、橋底、路旁及山邊等地方進行。因為這些地方較易招惹鬼神。又說因為三叉路口煞氣大，可以克制小人，叉傷小人。此外，廟宇內的廟祝也兼營打小人服務。在香港除了堅拿道還有灣仔洪聖廟、油麻地榕樹頭、上環廣福義祠及半山區的司徒拔道，乃至各區的廟宇都有職業打小人。
而澳門新橋大興街石敢當前以及台灣南投龍華宮千手觀音廟都有人替客人打小人活動。 

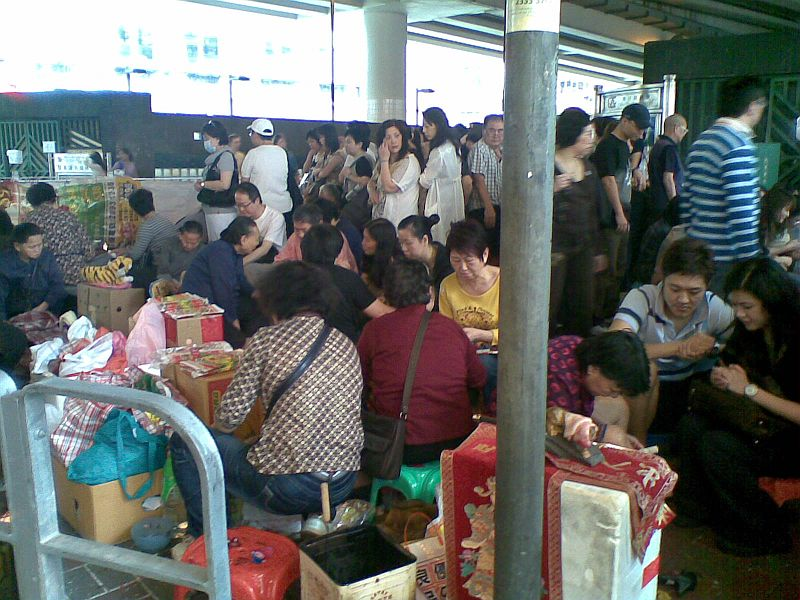
在堅拿道鵝頸橋橋底打小人
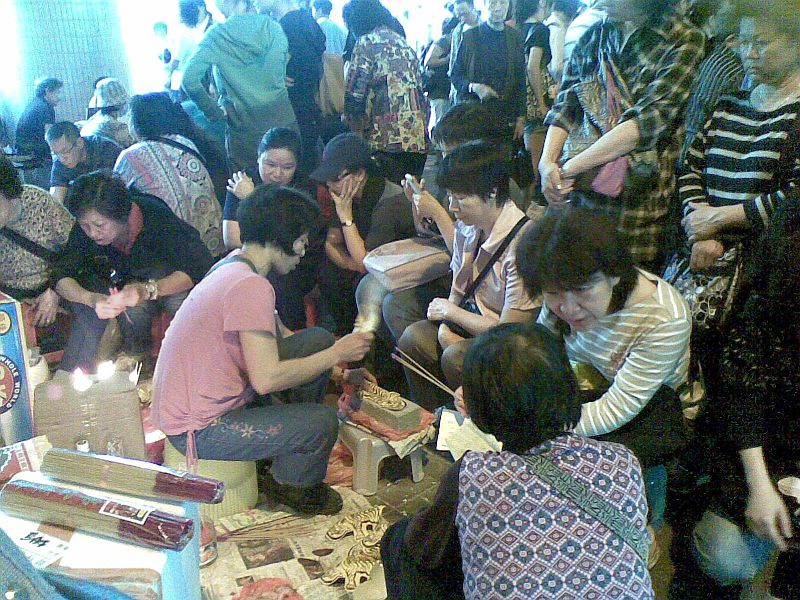
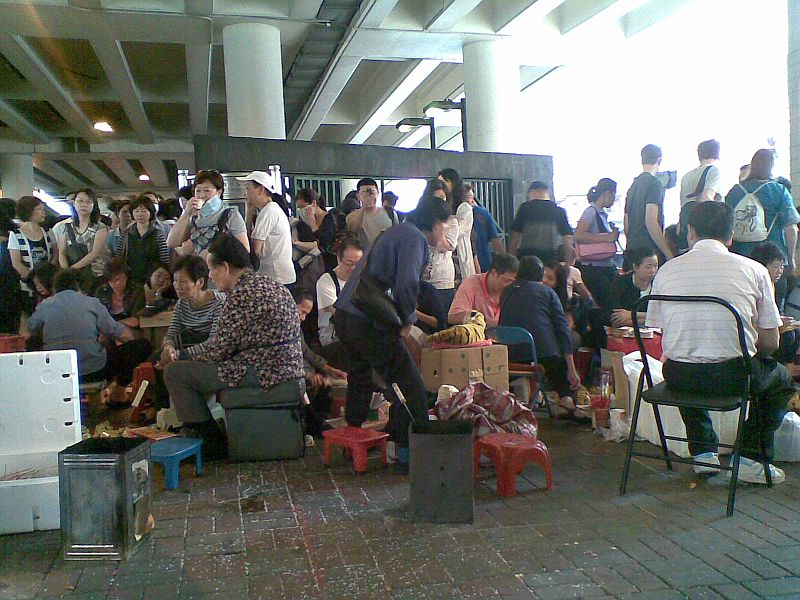
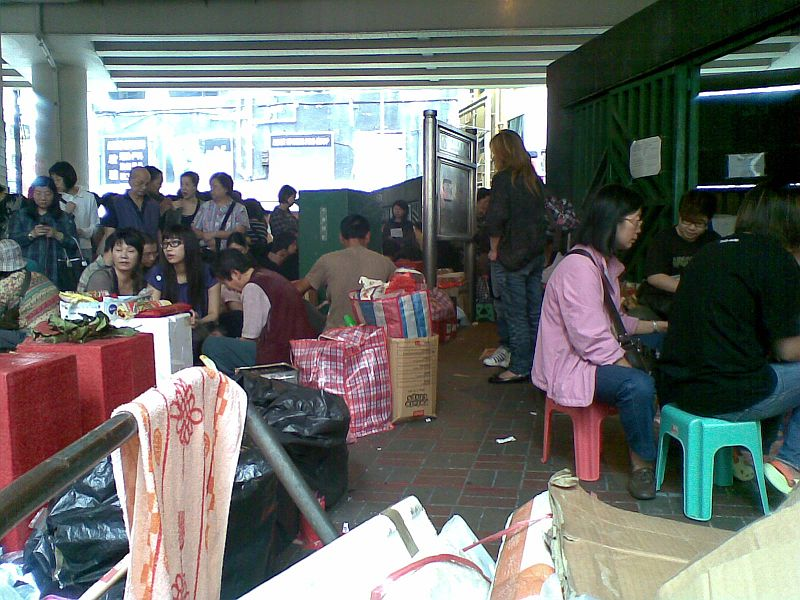

## 道具及祭品
- 五鬼紙：是一張印有五個稱為「五鬼」的白紙，也印有豬、蛇、虎、朱雀、鎖鏈及掃帚的圖案。
- 三支香枝及兩支香燭：用於供奉神靈，以作奉神之用。
- 黃老虎紙：是呈黃色而身上帶有黑色斑紋的紙製老虎，口角有一對獠牙。
- 舊鞋及磚塊：用作打小人。
- 肥豬肉及豬血：用於「祭白虎」，塞住白虎的口不再作惡害人。
- 水果：用於供奉神靈。
- 聖杯：打完小人後，以擲杯的形式來代表神靈是否願意幫助驅趕「小人」。
- 米粒及五色豆：打完小人後，用作化解。

## 儀式

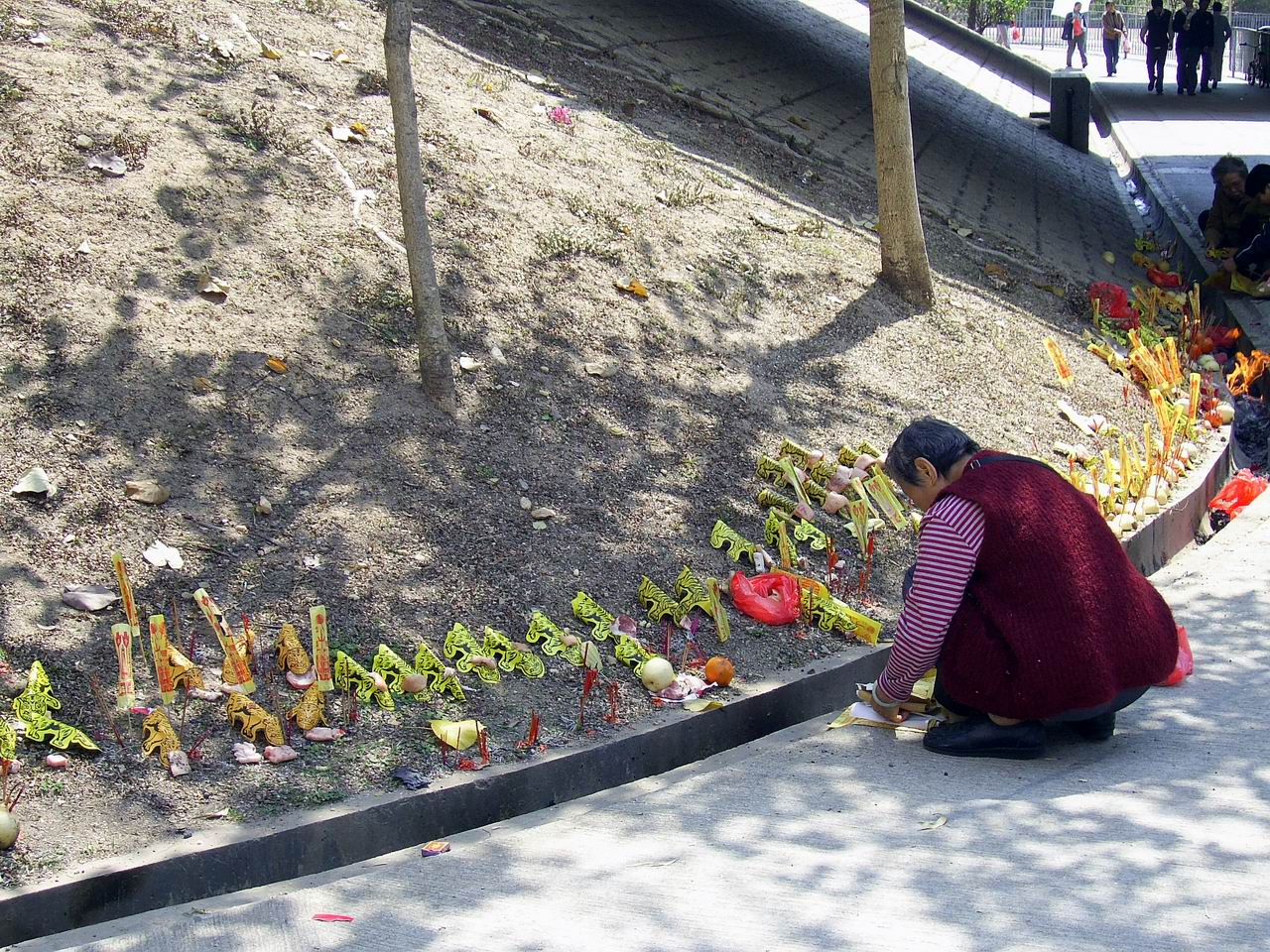
馬鞍山祭白虎

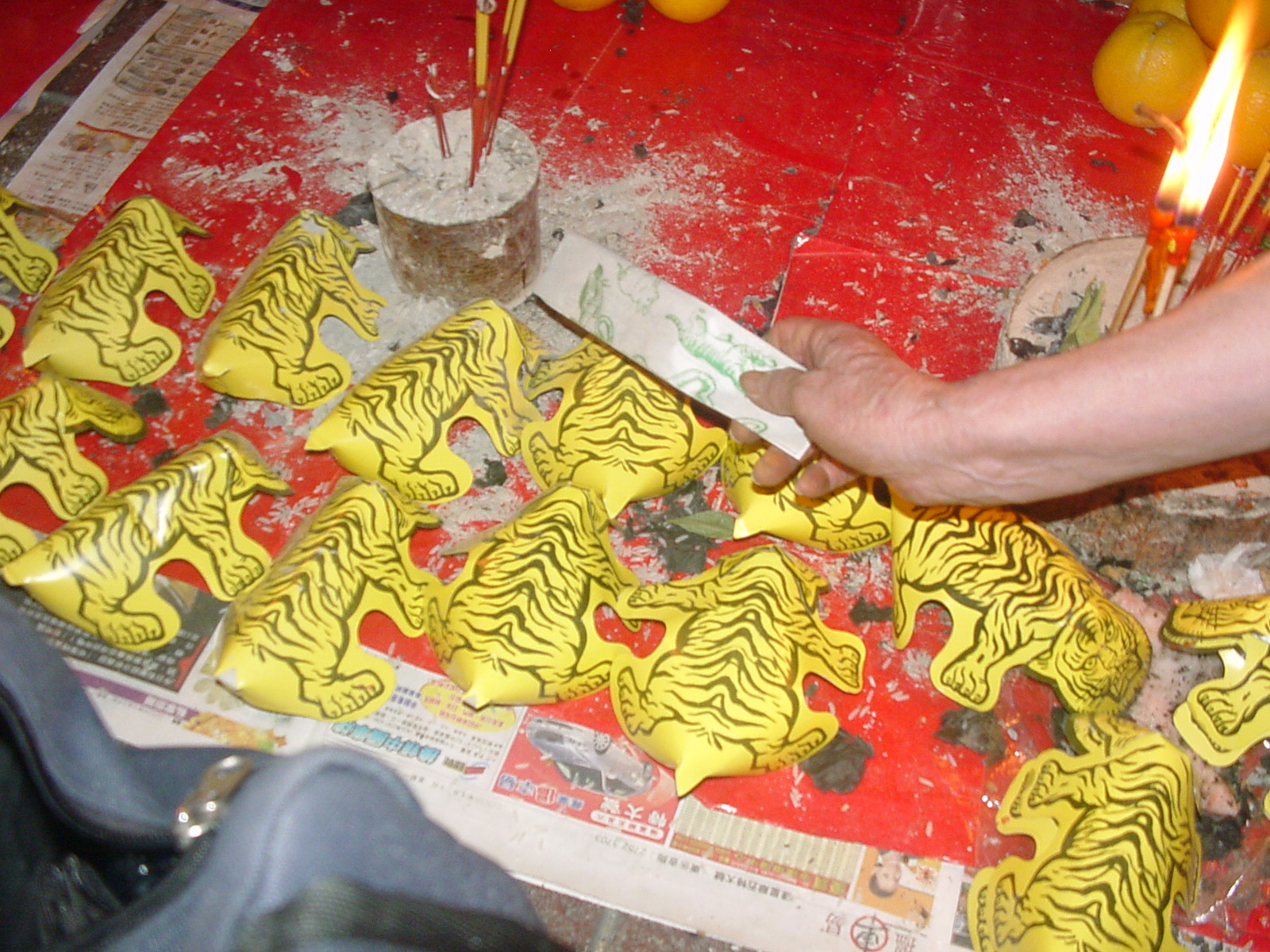
打小人用上的紙老虎

以往中國的農業社會，流傳在驚蟄日祭白虎的風俗，祈求藉著白虎的雄威鎮壓蛇蟲鼠蟻，以免害蟲為患。隨著社會轉型，祭白虎的目的是透過白虎來鎮壓小人，希望為自己帶
來好運。打小人就其目的而言可分為事前預防的「消極性巫術」與針對特定人士的「積極性巫術」，就其儀式則為模擬巫術與接觸巫術之混合。
委託人委託特定稱為「打手」的拜神婆、喃嘸佬利用剪成人型的紙，紙上則視需求書寫特定人士資料或不寫任何資料，利用鞋子或其它物品毆打紙張來達到委託者之目的。除了透過拜神婆等主持儀式外，亦可以親身落場打個痛快，藉著打駡小人發洩情緒，以收舒緩壓力及平衡心理的功效。
整個打小人儀式可分為八個部分：
1. 奉神：利用簡單的香燭供奉天地神明。
2. 稟告：將委託人之姓名、生辰八字等寫在百解靈符上。若欲打特定小人，則將特定小人之姓名、生辰八字、照片、衣物等可以代表特定小人身份之物書寫或放置於小人紙上。
3. 打小人：利用各種象徵物如委託者或施術者之鞋、宗教象徵武器甚至是香枝或香煙等毆打、傷害小人紙。小人紙分為小人紙、男人丁、女人丁、五鬼紙等。
4. 祭白虎：若在驚蟄日打小人則須祭白虎。以黃色的紙老虎代表白虎，紙身畫有黑色斑紋，口角則畫有一對獠牙。祭祀一般是使用小塊生豬肉沾上豬血，放入紙製白虎口中（餵紙老虎），當老虎吃飽後便不會再傷害人。而拜神婆亦會以肥膩的生豬肉抹在紙老虎的嘴上，使紙老虎口中充滿油水，使其不能再張口傷人。有些地方祭完白虎之後會將紙製白虎燒掉或用銅劍將紙製白虎的頭切掉。
5. 化解：將一切污衊、災害等以撒芝麻、豆子等小物體或燒紙船、百解靈符等以消災解厄。
6. 祈福：以紅色的貴人紙為委託者祈求貴人幫助。
7. 進寶：將元寶、金銀紙等焚化供奉鬼神。
8. 打杯：「擲筊」，將兩個半月形，一面平坦、一面向外彎出的木塊擲出。兩塊平坦向上則為陽杯，向下則為陰杯，一下一上為聖杯。出現聖杯表示儀式完成。

### 打小人口訣
拜神婆在打小人時會一邊拿著鞋打向小人紙，一邊念著口訣，以咒罵被打的目標人物。除粵語口訣外，近年甚至演化出英語口訣，而且頗為押韻。

## 引用
日本漫畫
- 篠原烏童的《週末變身》

## 外部連結
- 香港城市大學中國文化中心 打小人介紹
- 香港舊習俗『打小人』[永久]
- 中文大學 - 解構打小人 （页面存档备份，存于）
- 香港旅發局打小人介紹 （页面存档备份，存于）